# Kustodie Svaté země

Znak františkánské kustodie Svaté země

Kustodie Svaté země (latinsky: Custodia Terræ Sanctæ) je provincie řádu františkánů, která zahrnuje území Izraele, Palestinské autonomie, Sýrie, Jordánska, Libanonu, Kypru a řeckého ostrova Rhodu, a jsou jí podřízeny některé další konventy v Egyptě, Itálii, USA a Argentině.
Současným kustodem Svaté země je Francesco Patton. Zdejší komunita kolem 260 bratří se stará o 74 poutních míst, včetně chrámu Božího hrobu v Jeruzalémě, baziliky Narození Páně v Betlémě (vedle Jeruzaléma) a baziliky Zvěstování v Nazaretě (v Galileji).

## Historie
Počátky kustodie sahají do roku 1217, kdy o Letnicích sv. František z Assisi rozdělil svůj řád na provincie, mezi nimiž byla i provincie zahrnující Svatou zemi. Pobyt světce na Blízkém východě v letech 1219-1220 zahrnoval i jednání s egyptským sultánem Al-Kámilem (vládnoucím ve Svaté zemi), při němž vyjednal muslimskou toleranci k bratřím minoritům. Znamenal dočasnou záruku františkánské přítomnosti při několika svatyních ve Svaté zemi, především v Jeruzalémě a v Betlémě. Problematiku praxe té doby zaznamenal arabský spisovatel a geograf Yaqut al-Hamawi ar-Rumi († 1229). Po dobytí Akkonu v roce 1291 byli františkáni vyhnáni i ze Svaté země a usadili se na Kypru, ale několik bratří vždy ve Svaté zemi pobývalo. Roku 1333 získal řád Večeřadlo na hoře Siónu, kde bratři založili klášter a zároveň byli muslimy uznáni jako obvyklí celebranti v bazilice Božího hrobu. Roku 1342 (avignonský) katolický papež Klement VI. kanonicky zřídil františkánskou kustodii Svaté země. Františkáni byli od konce 13. století jedinými římskokatolickými duchovními ve Svaté zemi až do obnovení Latinského patriarchátu jeruzalémského v roce 1847 a zajišťovali veškerou katolickou církevní správu na těchto územích.

## Současnost
K úkolům kustodie ve Svaté zemi patřilo a patří spoluorganizování nebo vedení archeologických průzkumů a výzkumů, ochrana a související organizace záchranných, restaurátorských a konzervátorských prací uměleckých památek. Pro tyto obory kustodie roku 2002 zřídila neziskové sdružení ATS Pro Terra Sancta (Associazione Pro Terra Sancta). Svou činnost koordinuje s koncepcí izraelského ministerstva pro vědu, kulturu a sport. Archeologická pracoviště v různých lokalitách spolupracují s univerzitami a výzkumnými institucemi celého světa bez ohledu na konfese. Tradičně jsou zde zastoupeni Italové, zatímco v podobném sdružení karmelitánů převažují Francouzi. Movité archeologické a umělecké památky kustodie shromažďuje ve svém muzeu.
V hlavním sídle Kustodie v Jeruzalémě působí její výzkumný biblický institut, který vede školu Studium Biblicum Franciscanum a informační centrum (Christian Information Centre). Od roku 2014 kustodie provozuje multimediální stránky, na nichž vysílá zprávy, reportáže a dokumenty ze Svaté země. Část pořadů přebírá i česká křesťanská Televize Noe.
Roku 2018 se Kustodie dostala spolu s dalšími do zájmu médií kvůli sporu o daně vybírané z církevního majetku.

## Kustos Svaté země
V čele Kustodie stojí františkánský kustos Svaté země, který je volen vedením františkánského řádu na 6 let, poté může být volen znovu na 3 roky, a výjimečně může být zvolen na další tři roky. Volbu potvrzuje papež, protože františkáni působí ve Svaté zemi v důsledku přímého papežského pověření.